# Artemis (album)
Artemis est un album du collectif féminin de jazz créé par Renee Rosnes et publié en 2020 chez Blue Note Records.

## Contexte
Renee Rosnes, la directrice musicale du groupe, est une habituée des supergroupes : au début des années 1990, elle a participé à Out of the Blue, un « all star » de Blue Note Records, et de 2004 à 2009 elle participe au SFJAZZ Collective (en).
À l'occasion d'une tournée européenne célébrant la Journée internationale des femmes à l'été 2017, Renee Rosnes crée un groupe féminin international et transgénérationnel, avec des musiciennes reconnues sur la scène jazz. À la fin de la tournée, les musiciennes, enthousiasmées par l'expérience, décident de pérenniser le groupe, et Ingrid Jensen trouve le nom d'Artemis, la déesse grecque de la chasse, fille de Zeus et de Léto, sœur jumelle d'Apollon,.
Si les membres ont quelquefois changé, sur le disque, on peut entendre : Cécile McLorin Salvant (États-Unis/France) au chant, Anat Cohen (Israël) à la clarinette, Melissa Aldana (Chili) au saxophone ténor, Ingrid Jensen (Canada) à la trompette, Noriko Ueda (Japon) à la contrebasse et Allison Miller (États-Unis) à la batterie. Le passage au Newport Jazz Festival 2018 est particulièrement remarqué,.
Dans un monde du jazz encore majoritairement masculin,, jouer entre femmes est une expérience « libératrice » et « forte émotionnellement » pour ces musiciennes. Artemis est le premier groupe féminin de l'histoire de Blue Note, pourtant habitué aux supergroupes.

« Je rêve du jour où l'on considérera un ensemble comme Artemis comme un groupe, sans avoir à mentionner que c'est un groupe entièrement féminin. […] Je suis sûr que ce jour arrivera, dans de nombreuses années ! »

— Renee Rosnes.

## À propos de la musique
L'album présente neuf morceaux, composés ou arrangés par des membres d'Artemis.
Goddess Of The Hunt est, selon la compositrice Allison Miller, « une exploration sonore des caractéristiques puissantes qui définissent les femmes. Nous sommes résilientes, tenaces, déterminées, vivifiantes, polyvalentes, nourricières, élégantes, mystérieuses, rusées, persistantes et patientes. Chaque section de la pièce amène la suivante, donnant une impression de continuum et de cycle de vie ». Le morceau, basé sur une ligne de basse jouée par le piano et la contrebasse, est un beau point de départ pour les solistes, en particulier pour Ingrid Jensen, avec un jeu tout en clusters et sauts d'octaves.
Frida, de Melissa Aldana, est un hommage à la peinteresse mexicaine Frida Kahlo, à qui la saxophoniste avait déjà rendu hommage dans son album Visions (2019). Le climat modal et la structure peuvent évoquer le Maiden Voyage d'Herbie Hancock.
Ingrid Jensen arrange la chanson des Beatles The Fool on the Hill.
Le titre Big Top (« chapiteau ») est un commentaire ironique sur le fait de toujours percevoir les femmes comme des nouveautés. Le morceau, écrit par Renee Rosnes, est un tour de force anguleux et carnavalesque, rappelant le cirque,,.
Renne Rosnes, la directrice musicale du groupe, a écrit deux arrangements pour la chanteuse Cécile McLorin Salvant : If It’s Magic, une chanson de Stevie Wonder, et Cry, Buttercup, Cry, un morceau peu connu enregistré par Maxine Sullivan à la fin des années 1940. Elle a également arrangé The Sidewinder, un standard de Lee Morgan enregistré sur l'album du même nom, donné ici dans une version plus lente et avec un arrangement de cuivres complexe,.
Nocturno, écrit par Anat Cohen, évoque un paysage de rêve : « je suis inspirée par Chopin et par la solitude. Je voulais une mélodie qui flotte sur un rythme mouvant dans une ballade, comme une voix solitaire dans le mouvement de la vie. J'imaginais Melissa, Ingrid et moi jouant cette mélodie expressive à l'unisson - quelque chose que j'aime faire quand je joue avec mes deux frères [le trompettiste Avishai et le saxophoniste Yuval] ».
Step Forward est un morceau hard bop rappelant Horace Silver, sur lequel la section rythmique offre un très beau jeu. Il débute par une introduction en boucle avant d'enchaîner sur une valse. On y entend la gamme par tons, que la compositrice Noriko Ueda a découvert dans des œuvres pour piano de Yoshinao Nakada qu'elle a jouées enfant.

## Réception critique
L'album est salué par la critique, comme dans All About Jazz. Dans AllMusic, Matt Collar écrit : « le premier album éponyme du groupe all-star féminin nous fait entendre l'immense profondeur du groupe les compositions et l'improvisation ». Artemis fait partie des 10 meilleurs albums de jazz de 2020 pour Les Échos.
Pour Guillaume Bourgault-Côté (Le Devoir) « contrairement à bien des groupes confirmés d'étoiles disparates, celui d'Artemis fait la réelle somme des talents ici rassemblés : compositions étoffées, reprises éclairées (la subtile déconstruction de The Sidewinder est éloquente ; The Fool of The Hill est une totale réinvention signée Jensen), improvisations riches, les forces des unes s'arriment à celles des autres dans la plus grande fluidité ».
Will Layman (PopMatters) est un peu plus réservé : même s'il apprécie de nombreux titres, « Artemis sonne comme une première étape, parfois hésitante. Le meilleur de ce supergroupe est encore à venir ».

## Pistes
| No | Titre                | Musique                                        | Durée |
| -- | -------------------- | ---------------------------------------------- | ----- |
| 1. | Goddess of the Hunt  | Allison Miller                                 | 7:24  |
| 2. | Frida                | Melissa Aldana                                 | 7:21  |
| 3. | The Fool on the Hill | John Lennon/Paul McCartney, arr. Ingrid Jensen | 6:13  |
| 4. | Big Top              | Renee Rosnes                                   | 5:01  |
| 5. | If It's Magic        | Stevie Wonder, arr. Renee Rosnes               | 3:28  |
| 6. | Nocturno             | Anat Cohen, arr. Anat Cohen et Renee Rosnes    | 5:27  |
| 7. | Step Forward         | Noriko Ueda                                    | 6:25  |
| 8. | Cry Buttercup Fly    | Rocco Accetta, arr. Renee Rosnes               | 5:30  |
| 9. | The Sidewinder       | Lee Morgan, arr. Renee Rosnes                  | 5:05  |

## Musiciennes
- Renee Rosnes : piano, directrice musicale
- Cécile McLorin Salvant : chant (sur If It's Magic et Cry Buttercup Fly)
- Anat Cohen : clarinette, clarinette basse
- Melissa Aldana : saxophone ténor
- Ingrid Jensen : trompette
- Noriko Ueda : contrebasse
- Allison Miller : batterie